# Arnago
Arnago (IPA: /arˈnaɡo/, Darnàc o Dernàc in dialetto solandro) è una frazione del comune di Malé in provincia autonoma di Trento.

## Storia

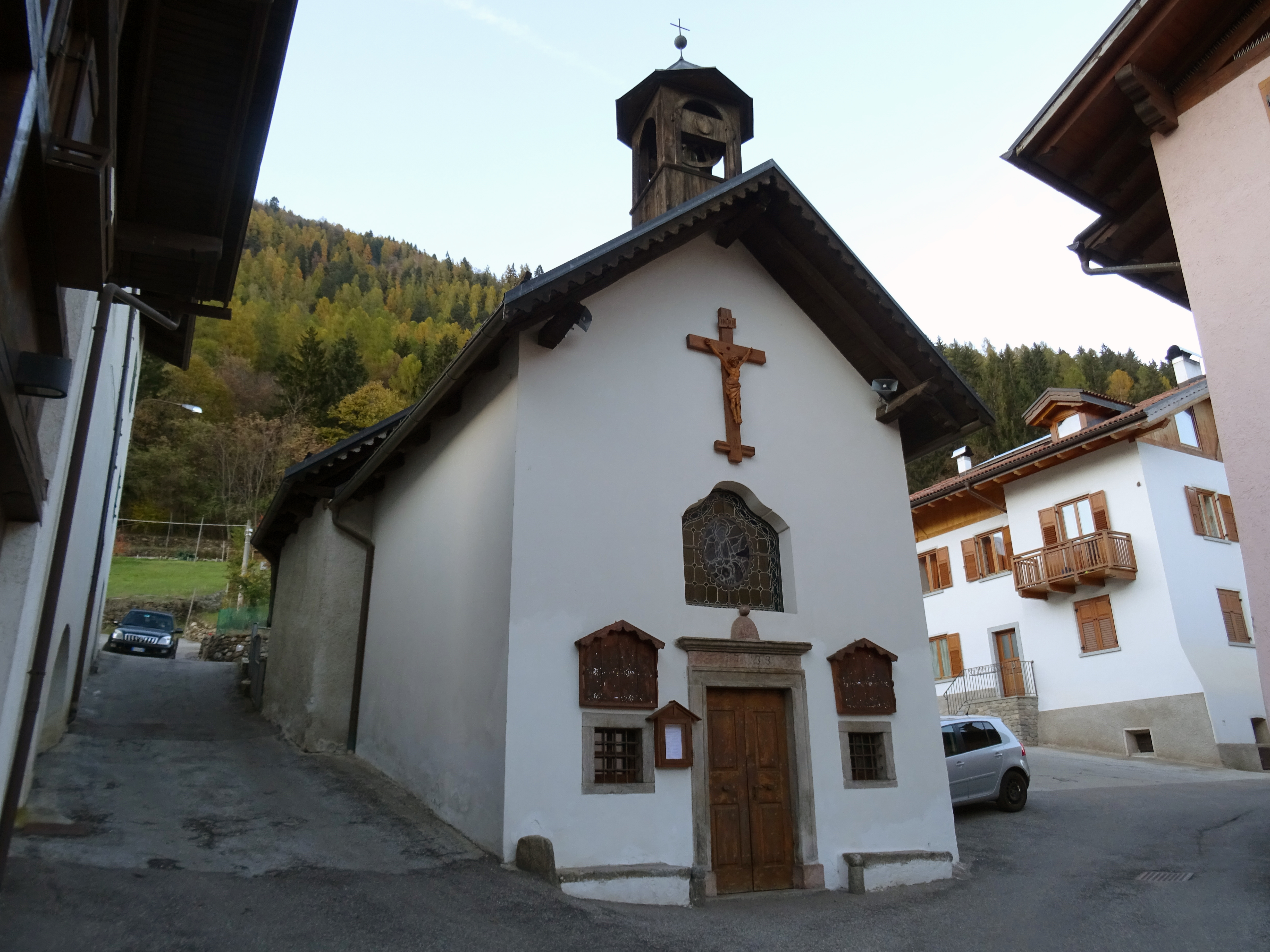
La chiesa dei Santi Romedio e Domenico

Arnago è stato comune autonomo fino al 1928, anno in cui venne aggregato a Malé.

## Monumenti e luoghi d'interesse

### Architetture religiose
- Chiesa dei Santi Romedio e Domenico (1628).